# Wojna chińsko-wietnamska
Wojna chińsko-wietnamska, zwana również wojną czterotygodniową lub III wojną indochińską – krótkotrwały konflikt zbrojny o charakterze lokalnym pomiędzy Chińską Republiką Ludową a Wietnamem, który miał miejsce w 1979.

## Tło konfliktu
Stosunki pomiędzy tymi krajami zawsze były napięte – wpływała na to rywalizacja o prymat w regionie, nieregulowane kwestie graniczne, zaś w okresie zimnej wojny globalna polityka i rywalizacja mocarstw światowych.
Działania zbrojne rozpoczęte przez Chiny były odpowiedzią na incydenty w spornej strefie granicznej oraz inwazję i okupację Kambodży (wojna kambodżańsko-wietnamska), która położyła kres dyktaturze Czerwonych Khmerów popieranej przez Chińczyków. Znaczenie miały również motywy geopolityczne – rywalizacja z ZSRR o wpływy w tym regionie świata, chęć wykazania, że jest on tylko „papierowym niedźwiedziem polarnym” , niezdolnym do realnej sojuszniczej pomocy w przypadku zagrożenia. W listopadzie 1978 r. Wietnam podpisał traktat obronny ze Związkiem Radzieckim, a w styczniu 1979 r. wietnamska armia uderzyła na sprzymierzoną z Chinami Kambodżę.

## Przebieg działań
15 lutego 1979 ChRL ogłosiła zamiar odwetowego uderzenia na Wietnam. Dwa dni później około 200 000 żołnierzy Chińskiej Armii Ludowo-Wyzwoleńczej (zmobilizowanych było znacznie więcej) przy wsparciu 200 czołgów i artylerii frontalnie wkroczyło na teren sąsiedniego państwa. Niektóre z atakujących jednostek, głównie pomocniczych, kilka lat wcześniej wspierały Wietnamczyków w walce przeciwko wojskom amerykańskim (wojna wietnamska).
Większość regularnych wojsk wietnamskich zaangażowanych było w Kambodży. Według źródeł wietnamskich Chińczykom przeciwstawiono 70 000 żołnierzy, większość stanowiła oddziały tzw. straży granicznej (nie były to jednak oddziały drugiego rzutu czy gorzej wyszkolone, wręcz przeciwnie – odznaczały się dobrym wyposażeniem, elastyczną taktyką i doświadczeniem w walce); źródła chińskie podają wartość dwukrotnie większą.
Wojska chińskie, które wdarły się ostatecznie na około 30–40 km w głąb terytorium przeciwnika, posuwały się wolno ze względu na silny opór, trudno dostępny górzysty, gęsto zalesiony teren i problemy z zaopatrzeniem. Główne walki miały miejsce w prowincjach Cao Bằng, Lào Cai i Lạng Sơn, na początku marca zajęto miasto Lạng Sơn. Niedługo potem Chińczycy ogłosili osiągnięcie zakładanych celów, a więc zwycięstwo, i rozpoczęli wycofywanie, zakończone 16 marca. Wojna nie wpłynęła jednak w żaden sposób na zmianę sytuacji w Kambodży, co było strategicznym celem Chin. Również Wietnamczycy ogłosili swój triumf w wojnie.

## Konsekwencje
Liczba ofiar nie jest pewna (około 20 000 po każdej ze stron, Wietnamczycy twierdzą, że dodatkowo zginęło 100 000 cywili), obie strony podają sprzeczne informacje. Armia chińska poniosła stosunkowo duże straty, ponieważ była słabo wyszkolona, zaopatrzona i dowodzona, w porównaniu z zaprawionymi we wcześniejszych walkach Wietnamczykami; błędem było zaangażowanie tylko sił lądowych.
Bezpośrednimi efektami wojny było m.in. dewastacja okupowanego terenu (wycofujący się Chińczycy stosowali taktykę spalonej ziemi), postępująca militaryzacja strefy przygranicznej obu państw, dyskryminacja i emigracja chińskich mniejszości narodowych z Wietnamu, część z nich stanowili tzw. boat people. Wojna utwierdziła Wietnamczyków w przekonaniu o olbrzymim zagrożeniu ze strony Chin dla ich kraju, wzmocniła również więzi z ZSRR. Chińczycy przekonali się o konieczności modernizacji swojej armii. 
Henry Kissinger w swojej pracy O Chinach zauważa, że Chiny inicjując i prowadząc tę wojnę osiągnęły swoje strategiczne cele - ograniczenie ekspansji radzieckiej oraz wpływów wietnamskich w Azji Południowo-Wschodniej. Mimo realnej groźby konfliktu ze Związkiem Radzieckim Rosjanie nie zdecydowali się na podjęcie działań wojskowych przeciwko Chinom i obronę Wietnamu, swojego sojusznika.
Konflikty graniczne między oboma krajami nie ustawały aż do końca lat 80., w dalszym ciągu istnieją sprawy sporne, np. dotyczące wysp: Paracelskich i Spratly, a stosunki między tymi krajami pozostają napięte.